# 1564
Portal Geschichte | Portal Biografien | Aktuelle Ereignisse | Jahreskalender | Tagesartikel

◄ |
15. Jahrhundert |
16. Jahrhundert
| 17. Jahrhundert | ►

◄ |
1530er |
1540er |
1550er |
1560er
| 1570er | 1580er | 1590er | ►

◄◄ |
◄ |
1560 |
1561 |
1562 |
1563 |
1564
| 1565 | 1566 | 1567 | 1568 | ► | ►►
Staatsoberhäupter  · Nekrolog   · Musikjahr
| Januar | Januar | Januar | Januar | Januar | Januar | Januar | Januar |
| Kw     | Mo     | Di     | Mi     | Do     | Fr     | Sa     | So     |
| ------ | ------ | ------ | ------ | ------ | ------ | ------ | ------ |
| 52     |        |        |        |        |        | 1      | 2      |
| 1      | 3      | 4      | 5      | 6      | 7      | 8      | 9      |
| 2      | 10     | 11     | 12     | 13     | 14     | 15     | 16     |
| 3      | 17     | 18     | 19     | 20     | 21     | 22     | 23     |
| 4      | 24     | 25     | 26     | 27     | 28     | 29     | 30     |
| 5      | 31     |        |        |        |        |        |        |

| Februar | Februar | Februar | Februar | Februar | Februar | Februar | Februar |
| Kw      | Mo      | Di      | Mi      | Do      | Fr      | Sa      | So      |
| ------- | ------- | ------- | ------- | ------- | ------- | ------- | ------- |
| 5       |         | 1       | 2       | 3       | 4       | 5       | 6       |
| 6       | 7       | 8       | 9       | 10      | 11      | 12      | 13      |
| 7       | 14      | 15      | 16      | 17      | 18      | 19      | 20      |
| 8       | 21      | 22      | 23      | 24      | 25      | 26      | 27      |
| 9       | 28      | 29      |         |         |         |         |         |

| März | März | März | März | März | März | März | März |
| Kw   | Mo   | Di   | Mi   | Do   | Fr   | Sa   | So   |
| ---- | ---- | ---- | ---- | ---- | ---- | ---- | ---- |
| 9    |      |      | 1    | 2    | 3    | 4    | 5    |
| 10   | 6    | 7    | 8    | 9    | 10   | 11   | 12   |
| 11   | 13   | 14   | 15   | 16   | 17   | 18   | 19   |
| 12   | 20   | 21   | 22   | 23   | 24   | 25   | 26   |
| 13   | 27   | 28   | 29   | 30   | 31   |      |      |

| April | April | April | April | April | April | April | April |
| Kw    | Mo    | Di    | Mi    | Do    | Fr    | Sa    | So    |
| ----- | ----- | ----- | ----- | ----- | ----- | ----- | ----- |
| 13    |       |       |       |       |       | 1     | 2     |
| 14    | 3     | 4     | 5     | 6     | 7     | 8     | 9     |
| 15    | 10    | 11    | 12    | 13    | 14    | 15    | 16    |
| 16    | 17    | 18    | 19    | 20    | 21    | 22    | 23    |
| 17    | 24    | 25    | 26    | 27    | 28    | 29    | 30    |

| Mai | Mai | Mai | Mai | Mai | Mai | Mai | Mai |
| Kw  | Mo  | Di  | Mi  | Do  | Fr  | Sa  | So  |
| --- | --- | --- | --- | --- | --- | --- | --- |
| 18  | 1   | 2   | 3   | 4   | 5   | 6   | 7   |
| 19  | 8   | 9   | 10  | 11  | 12  | 13  | 14  |
| 20  | 15  | 16  | 17  | 18  | 19  | 20  | 21  |
| 21  | 22  | 23  | 24  | 25  | 26  | 27  | 28  |
| 22  | 29  | 30  | 31  |     |     |     |     |

| Juni | Juni | Juni | Juni | Juni | Juni | Juni | Juni |
| Kw   | Mo   | Di   | Mi   | Do   | Fr   | Sa   | So   |
| ---- | ---- | ---- | ---- | ---- | ---- | ---- | ---- |
| 22   |      |      |      | 1    | 2    | 3    | 4    |
| 23   | 5    | 6    | 7    | 8    | 9    | 10   | 11   |
| 24   | 12   | 13   | 14   | 15   | 16   | 17   | 18   |
| 25   | 19   | 20   | 21   | 22   | 23   | 24   | 25   |
| 26   | 26   | 27   | 28   | 29   | 30   |      |      |

| Juli | Juli | Juli | Juli | Juli | Juli | Juli | Juli |
| Kw   | Mo   | Di   | Mi   | Do   | Fr   | Sa   | So   |
| ---- | ---- | ---- | ---- | ---- | ---- | ---- | ---- |
| 26   |      |      |      |      |      | 1    | 2    |
| 27   | 3    | 4    | 5    | 6    | 7    | 8    | 9    |
| 28   | 10   | 11   | 12   | 13   | 14   | 15   | 16   |
| 29   | 17   | 18   | 19   | 20   | 21   | 22   | 23   |
| 30   | 24   | 25   | 26   | 27   | 28   | 29   | 30   |
| 31   | 31   |      |      |      |      |      |      |

| August | August | August | August | August | August | August | August |
| Kw     | Mo     | Di     | Mi     | Do     | Fr     | Sa     | So     |
| ------ | ------ | ------ | ------ | ------ | ------ | ------ | ------ |
| 31     |        | 1      | 2      | 3      | 4      | 5      | 6      |
| 32     | 7      | 8      | 9      | 10     | 11     | 12     | 13     |
| 33     | 14     | 15     | 16     | 17     | 18     | 19     | 20     |
| 34     | 21     | 22     | 23     | 24     | 25     | 26     | 27     |
| 35     | 28     | 29     | 30     | 31     |        |        |        |

| September | September | September | September | September | September | September | September |
| Kw        | Mo        | Di        | Mi        | Do        | Fr        | Sa        | So        |
| --------- | --------- | --------- | --------- | --------- | --------- | --------- | --------- |
| 35        |           |           |           |           | 1         | 2         | 3         |
| 36        | 4         | 5         | 6         | 7         | 8         | 9         | 10        |
| 37        | 11        | 12        | 13        | 14        | 15        | 16        | 17        |
| 38        | 18        | 19        | 20        | 21        | 22        | 23        | 24        |
| 39        | 25        | 26        | 27        | 28        | 29        | 30        |           |

| Oktober | Oktober | Oktober | Oktober | Oktober | Oktober | Oktober | Oktober |
| Kw      | Mo      | Di      | Mi      | Do      | Fr      | Sa      | So      |
| ------- | ------- | ------- | ------- | ------- | ------- | ------- | ------- |
| 39      |         |         |         |         |         |         | 1       |
| 40      | 2       | 3       | 4       | 5       | 6       | 7       | 8       |
| 41      | 9       | 10      | 11      | 12      | 13      | 14      | 15      |
| 42      | 16      | 17      | 18      | 19      | 20      | 21      | 22      |
| 43      | 23      | 24      | 25      | 26      | 27      | 28      | 29      |
| 44      | 30      | 31      |         |         |         |         |         |

| November | November | November | November | November | November | November | November |
| Kw       | Mo       | Di       | Mi       | Do       | Fr       | Sa       | So       |
| -------- | -------- | -------- | -------- | -------- | -------- | -------- | -------- |
| 44       |          |          | 1        | 2        | 3        | 4        | 5        |
| 45       | 6        | 7        | 8        | 9        | 10       | 11       | 12       |
| 46       | 13       | 14       | 15       | 16       | 17       | 18       | 19       |
| 47       | 20       | 21       | 22       | 23       | 24       | 25       | 26       |
| 48       | 27       | 28       | 29       | 30       |          |          |          |

| Dezember | Dezember | Dezember | Dezember | Dezember | Dezember | Dezember | Dezember |
| Kw       | Mo       | Di       | Mi       | Do       | Fr       | Sa       | So       |
| -------- | -------- | -------- | -------- | -------- | -------- | -------- | -------- |
| 48       |          |          |          |          | 1        | 2        | 3        |
| 49       | 4        | 5        | 6        | 7        | 8        | 9        | 10       |
| 50       | 11       | 12       | 13       | 14       | 15       | 16       | 17       |
| 51       | 18       | 19       | 20       | 21       | 22       | 23       | 24       |
| 52       | 25       | 26       | 27       | 28       | 29       | 30       | 31       |

| Januar | Januar | Januar | Januar | Januar | Januar | Januar | Januar |
| Kw     | Mo     | Di     | Mi     | Do     | Fr     | Sa     | So     |
| ------ | ------ | ------ | ------ | ------ | ------ | ------ | ------ |
| 52     |        |        |        |        |        | 1      | 2      |
| 1      | 3      | 4      | 5      | 6      | 7      | 8      | 9      |
| 2      | 10     | 11     | 12     | 13     | 14     | 15     | 16     |
| 3      | 17     | 18     | 19     | 20     | 21     | 22     | 23     |
| 4      | 24     | 25     | 26     | 27     | 28     | 29     | 30     |
| 5      | 31     |        |        |        |        |        |        |

| Februar | Februar | Februar | Februar | Februar | Februar | Februar | Februar |
| Kw      | Mo      | Di      | Mi      | Do      | Fr      | Sa      | So      |
| ------- | ------- | ------- | ------- | ------- | ------- | ------- | ------- |
| 5       |         | 1       | 2       | 3       | 4       | 5       | 6       |
| 6       | 7       | 8       | 9       | 10      | 11      | 12      | 13      |
| 7       | 14      | 15      | 16      | 17      | 18      | 19      | 20      |
| 8       | 21      | 22      | 23      | 24      | 25      | 26      | 27      |
| 9       | 28      | 29      |         |         |         |         |         |

| März | März | März | März | März | März | März | März |
| Kw   | Mo   | Di   | Mi   | Do   | Fr   | Sa   | So   |
| ---- | ---- | ---- | ---- | ---- | ---- | ---- | ---- |
| 9    |      |      | 1    | 2    | 3    | 4    | 5    |
| 10   | 6    | 7    | 8    | 9    | 10   | 11   | 12   |
| 11   | 13   | 14   | 15   | 16   | 17   | 18   | 19   |
| 12   | 20   | 21   | 22   | 23   | 24   | 25   | 26   |
| 13   | 27   | 28   | 29   | 30   | 31   |      |      |

| April | April | April | April | April | April | April | April |
| Kw    | Mo    | Di    | Mi    | Do    | Fr    | Sa    | So    |
| ----- | ----- | ----- | ----- | ----- | ----- | ----- | ----- |
| 13    |       |       |       |       |       | 1     | 2     |
| 14    | 3     | 4     | 5     | 6     | 7     | 8     | 9     |
| 15    | 10    | 11    | 12    | 13    | 14    | 15    | 16    |
| 16    | 17    | 18    | 19    | 20    | 21    | 22    | 23    |
| 17    | 24    | 25    | 26    | 27    | 28    | 29    | 30    |

| Mai | Mai | Mai | Mai | Mai | Mai | Mai | Mai |
| Kw  | Mo  | Di  | Mi  | Do  | Fr  | Sa  | So  |
| --- | --- | --- | --- | --- | --- | --- | --- |
| 18  | 1   | 2   | 3   | 4   | 5   | 6   | 7   |
| 19  | 8   | 9   | 10  | 11  | 12  | 13  | 14  |
| 20  | 15  | 16  | 17  | 18  | 19  | 20  | 21  |
| 21  | 22  | 23  | 24  | 25  | 26  | 27  | 28  |
| 22  | 29  | 30  | 31  |     |     |     |     |

| Juni | Juni | Juni | Juni | Juni | Juni | Juni | Juni |
| Kw   | Mo   | Di   | Mi   | Do   | Fr   | Sa   | So   |
| ---- | ---- | ---- | ---- | ---- | ---- | ---- | ---- |
| 22   |      |      |      | 1    | 2    | 3    | 4    |
| 23   | 5    | 6    | 7    | 8    | 9    | 10   | 11   |
| 24   | 12   | 13   | 14   | 15   | 16   | 17   | 18   |
| 25   | 19   | 20   | 21   | 22   | 23   | 24   | 25   |
| 26   | 26   | 27   | 28   | 29   | 30   |      |      |

| Juli | Juli | Juli | Juli | Juli | Juli | Juli | Juli |
| Kw   | Mo   | Di   | Mi   | Do   | Fr   | Sa   | So   |
| ---- | ---- | ---- | ---- | ---- | ---- | ---- | ---- |
| 26   |      |      |      |      |      | 1    | 2    |
| 27   | 3    | 4    | 5    | 6    | 7    | 8    | 9    |
| 28   | 10   | 11   | 12   | 13   | 14   | 15   | 16   |
| 29   | 17   | 18   | 19   | 20   | 21   | 22   | 23   |
| 30   | 24   | 25   | 26   | 27   | 28   | 29   | 30   |
| 31   | 31   |      |      |      |      |      |      |

| August | August | August | August | August | August | August | August |
| Kw     | Mo     | Di     | Mi     | Do     | Fr     | Sa     | So     |
| ------ | ------ | ------ | ------ | ------ | ------ | ------ | ------ |
| 31     |        | 1      | 2      | 3      | 4      | 5      | 6      |
| 32     | 7      | 8      | 9      | 10     | 11     | 12     | 13     |
| 33     | 14     | 15     | 16     | 17     | 18     | 19     | 20     |
| 34     | 21     | 22     | 23     | 24     | 25     | 26     | 27     |
| 35     | 28     | 29     | 30     | 31     |        |        |        |

| September | September | September | September | September | September | September | September |
| Kw        | Mo        | Di        | Mi        | Do        | Fr        | Sa        | So        |
| --------- | --------- | --------- | --------- | --------- | --------- | --------- | --------- |
| 35        |           |           |           |           | 1         | 2         | 3         |
| 36        | 4         | 5         | 6         | 7         | 8         | 9         | 10        |
| 37        | 11        | 12        | 13        | 14        | 15        | 16        | 17        |
| 38        | 18        | 19        | 20        | 21        | 22        | 23        | 24        |
| 39        | 25        | 26        | 27        | 28        | 29        | 30        |           |

| Oktober | Oktober | Oktober | Oktober | Oktober | Oktober | Oktober | Oktober |
| Kw      | Mo      | Di      | Mi      | Do      | Fr      | Sa      | So      |
| ------- | ------- | ------- | ------- | ------- | ------- | ------- | ------- |
| 39      |         |         |         |         |         |         | 1       |
| 40      | 2       | 3       | 4       | 5       | 6       | 7       | 8       |
| 41      | 9       | 10      | 11      | 12      | 13      | 14      | 15      |
| 42      | 16      | 17      | 18      | 19      | 20      | 21      | 22      |
| 43      | 23      | 24      | 25      | 26      | 27      | 28      | 29      |
| 44      | 30      | 31      |         |         |         |         |         |

| November | November | November | November | November | November | November | November |
| Kw       | Mo       | Di       | Mi       | Do       | Fr       | Sa       | So       |
| -------- | -------- | -------- | -------- | -------- | -------- | -------- | -------- |
| 44       |          |          | 1        | 2        | 3        | 4        | 5        |
| 45       | 6        | 7        | 8        | 9        | 10       | 11       | 12       |
| 46       | 13       | 14       | 15       | 16       | 17       | 18       | 19       |
| 47       | 20       | 21       | 22       | 23       | 24       | 25       | 26       |
| 48       | 27       | 28       | 29       | 30       |          |          |          |

| Dezember | Dezember | Dezember | Dezember | Dezember | Dezember | Dezember | Dezember |
| Kw       | Mo       | Di       | Mi       | Do       | Fr       | Sa       | So       |
| -------- | -------- | -------- | -------- | -------- | -------- | -------- | -------- |
| 48       |          |          |          |          | 1        | 2        | 3        |
| 49       | 4        | 5        | 6        | 7        | 8        | 9        | 10       |
| 50       | 11       | 12       | 13       | 14       | 15       | 16       | 17       |
| 51       | 18       | 19       | 20       | 21       | 22       | 23       | 24       |
| 52       | 25       | 26       | 27       | 28       | 29       | 30       | 31       |

## Ereignisse

### Politik und Weltgeschehen

#### Heiliges Römisches Reich
- 25. Juli: Es kommt zum Thronwechsel im Heiligen Römischen Reich Deutscher Nation: Auf den verstorbenen Ferdinand I. folgt sein Sohn Maximilian II., der der Reformation zuneigt. Er folgt seinem Vater auch als Landesherr im Erzherzogtum Österreich nach. Einen Teil der Erblande hat Ferdinand aber seinen beiden anderen Söhnen vermacht. Tirol und die Vorlande gehen an Ferdinand II., Innerösterreich mit der Steiermark, Kärnten, Krain sowie Istrien (Küstenlande) und Friaul (Görz) wird an Karl II. vererbt. Beide Brüder sind überzeugte Katholiken. Maximilian bleiben Ober- und Niederösterreich mit der Residenzstadt Wien und die ungarisch-böhmischen Länder.
- Ortenburger Adelsverschwörung: Herzog Albrecht V. von Bayern zieht das Lehen des Joachim von Ortenburg wegen dessen Weigerung ein, die Reformation in seinem Land rückgängig zu machen.

#### Skandinavien
- 4. September: Die Truppen des schwedischen Königs Erik XIV. erobern im Dreikronenkrieg das dänisch regierte Ronneby, massakrieren mehr als 2.000 Einwohner, plündern den Ort und brennen ihn nieder. Die in die Heilig-Kreuz-Kirche geflüchteten Bewohner werden ebenfalls nicht verschont.

#### Amerika

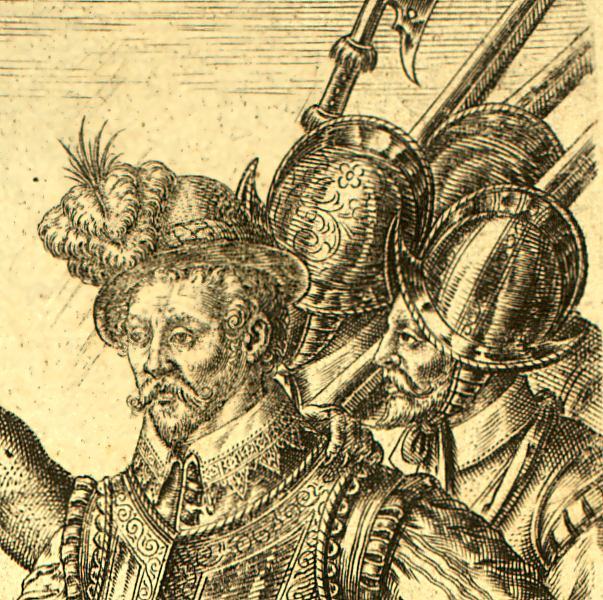
René Goulaine de Laudonnière

- 22. Juni: Der französische Seefahrer René Goulaine de Laudonnière gründet in Florida die Hugenottenkolonie Fort Caroline.
- 21. November: Von Barra de Navidad in Neuspanien aus setzt eine von Vizekönig Luis de Velasco beauftragte Flotte aus fünf Schiffen Segel, um die Gewürzinseln zu finden. Kommandant ist Miguel López de Legazpi, Chefnavigator Andrés de Urdaneta, der bereits an der glücklosen Expedition García Jofre de Loaísas im Jahr 1525 teilgenommen hat.
- Der spanische Kapitän Francisco de Ibarra entdeckt das Gebiet um die Stadt Choix in Mexiko.

#### Asien
- Die Dekkan-Sultanate schließen sich zu einem Bündnis gegen Vijayanagar zusammen.
- Die Truppen des birmanischen Königs Bayinnaung nehmen die siamesische Hauptstadt Ayutthaya ein. Das Königreich Ayutthaya wird ein Vasallenstaat des birmanischen Reichs.

### Wissenschaft und Technik
- 1. März: Geschichte des Buchdrucks: Diakon Iwan Fjodorow und Petr Timofeev Mstislavec beenden die Druckarbeiten am Apostol (Apostelgeschichte und -briefe), die sie auf Befehl Iwans des Schrecklichen am 19. April 1563 begonnen haben.
- 9. August: König Karl IX. legt mit dem Edikt von Roussillon den Jahresbeginn in Frankreich auf den 1. Januar fest.
- 17. August: Die 1551 gegründete Universität Dillingen in Dillingen an der Donau wird formell dem Jesuitenorden übergeben.

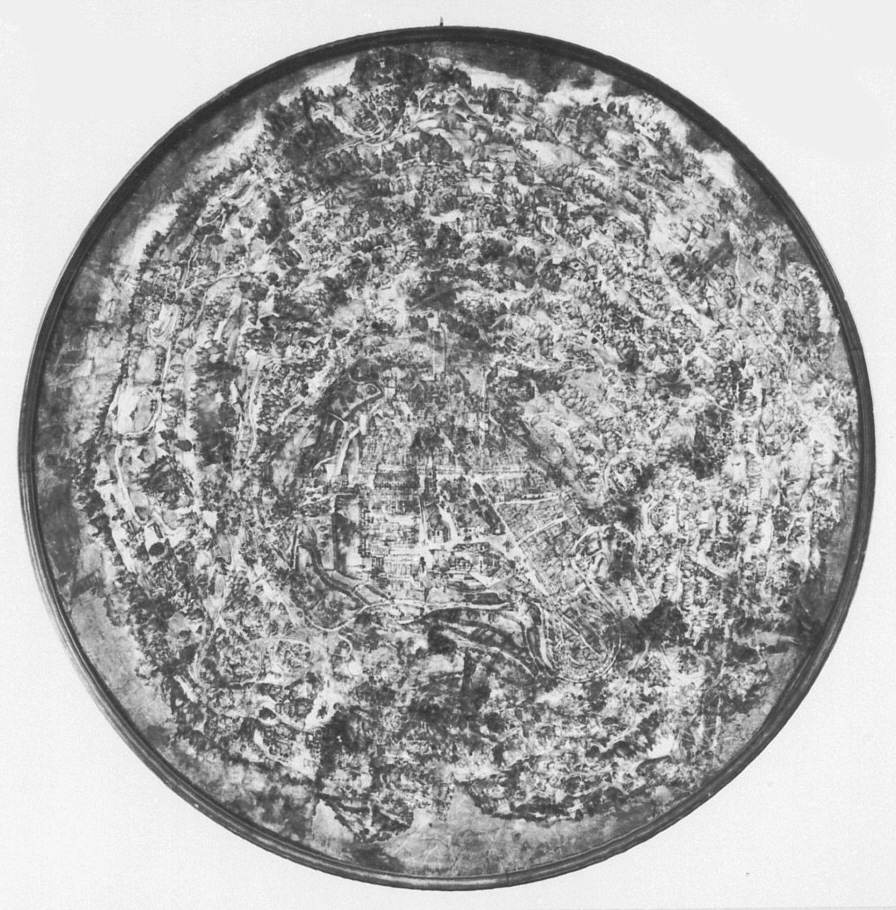
Rottweiler Pürschgerichtskarte von 1564

- David Rötlin erstellt für die Rottweiler Verwaltung die Pürschgerichtskarte.
- In Ohrdruf wird eine Lateinschule gegründet.

### Kultur

#### Bildende Kunst
Am 31. Mai wird vom Rat der Scuola Grande di San Rocco in Venedig ein Wettbewerb ausgeschrieben, an dem unter anderem Jacopo Tintoretto, Paolo Veronese und Giuseppe Salviati teilnehmen. Doch Tintoretto zeigt statt der Skizze, wie es der Wettbewerb vorgesehen hat, ein vollständiges Gemälde, die Glorie des hl. Rochus von Montpellier, womit er einen Skandal auslöst und seine Mitbewerber ebenso wie auch seine Auftraggeber überrascht. Der Rat zeigt sich damit nicht zufrieden, doch Tintoretto antwortet nur, dass dies seine Art zu zeichnen sei und dass er bereit wäre, das Bild der Scuola zu schenken. Dies kann die Scuola nicht ausschlagen und am 29. Juni wird der Wettbewerb annulliert.

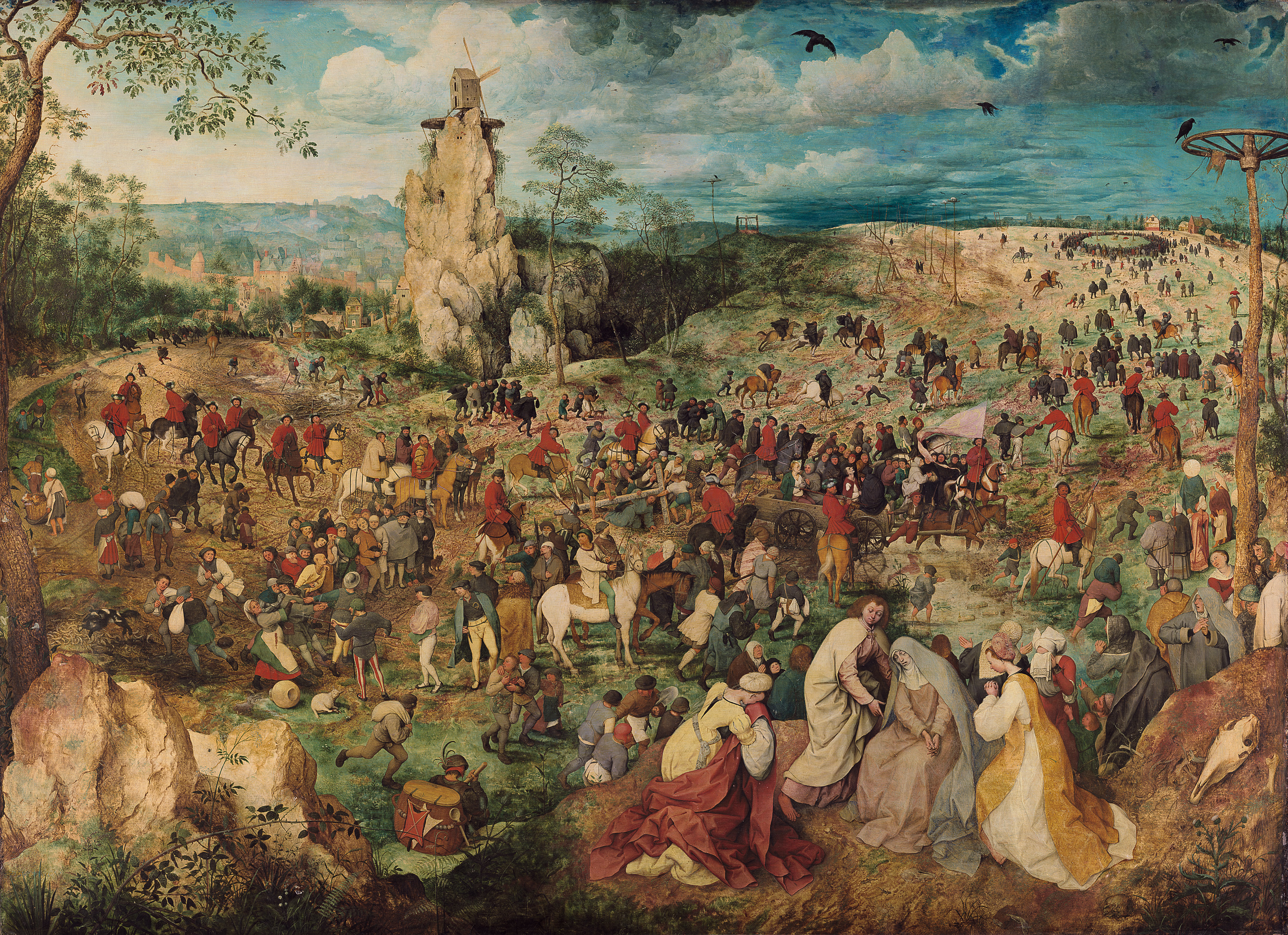
Die Kreuztragung Christi

Pieter Bruegel der Ältere malt das Bild Die Kreuztragung Christi. Es gehört zur Sammlung des Kunsthistorischen Museums in Wien. Die im gleichen Jahr entstandene Anbetung der Könige befindet sich in der National Gallery in London.

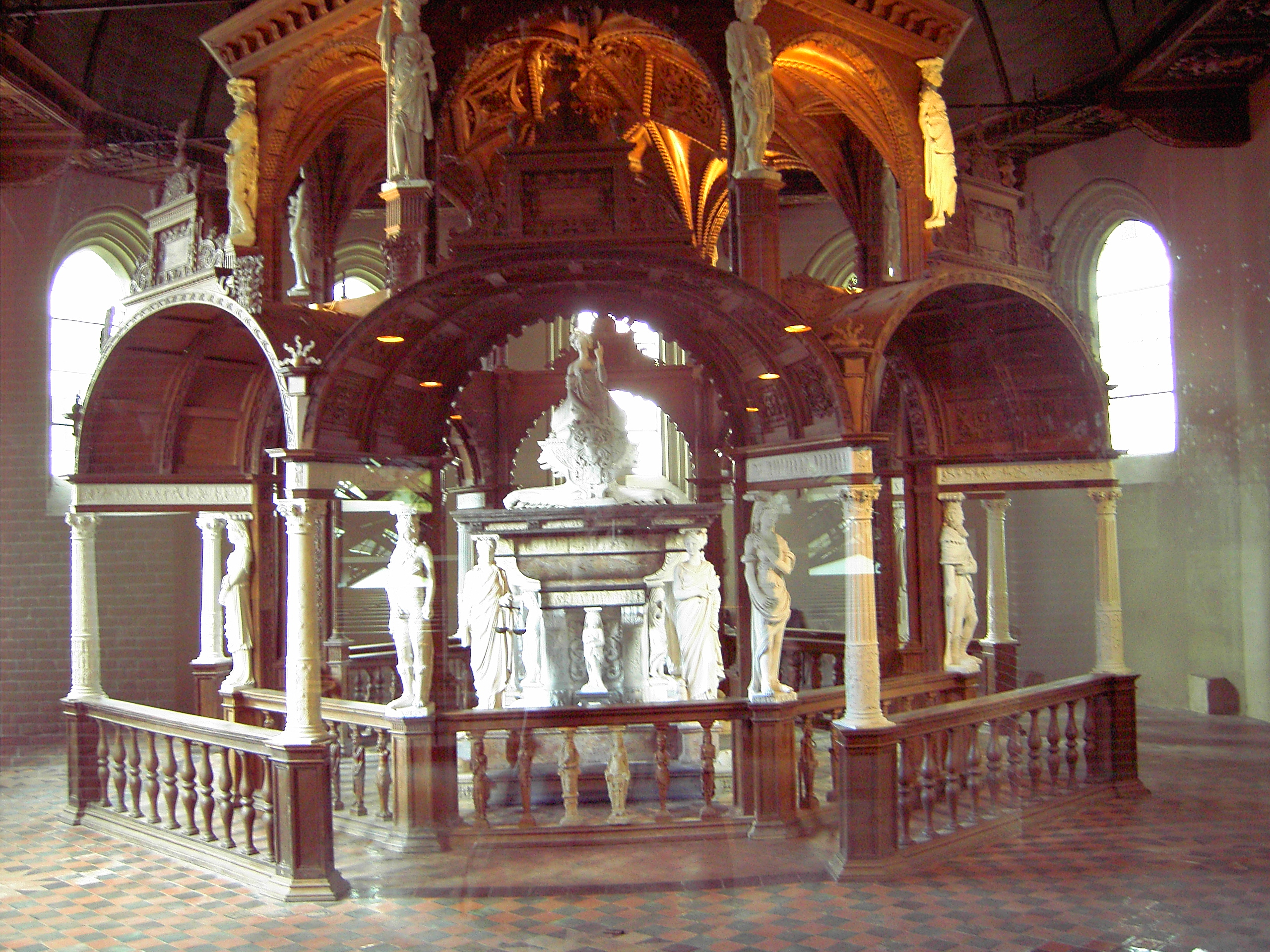
Edo-Wiemken-Denkmal in Jever

Das Edo-Wiemken-Denkmal in Jever, Grabmal für den 1511 verstorbenen Edo Wiemken den Jüngeren, letzten männlichen Regenten der Herrschaft Jever, wird unter seiner Tochter Maria fertiggestellt.

### Religion
- 2. August: Papst Pius IV. ruft die Kongregation für die Interpretation und Einhaltung des Trienter Konzils ins Leben, das heutige Dikasterium für den Klerus.
- 17. August: Der Jesuitenorden übernimmt formell die Universität Dillingen in der Donaustadt.
- 13. November: In der Bulle Iniunctum nobis regelt Papst Pius IV. verpflichtend das Trienter Glaubensbekenntnis (Professio fidei Tridentinae).
- Die polnische Stadt Raków wird zum Zentrum des Sozinianismus, als die sogenannten Polnischen Brüder, die sich von der Reformierten Kirche in Polen als Ecclesia minor abgespaltet haben, nach dem Vorbild von Pińczów eine eigene Gelehrtenschule einrichten.
- Die Chronik des Pawo Tsuglag Threngwa, eine Geschichte des Buddhismus in Indien und Tibet, wird fertiggestellt.
- Der Auß Bundt, das älteste Gesangbuch der Täuferbewegung, erscheint im Druck.

## Historische Karten und Ansichten

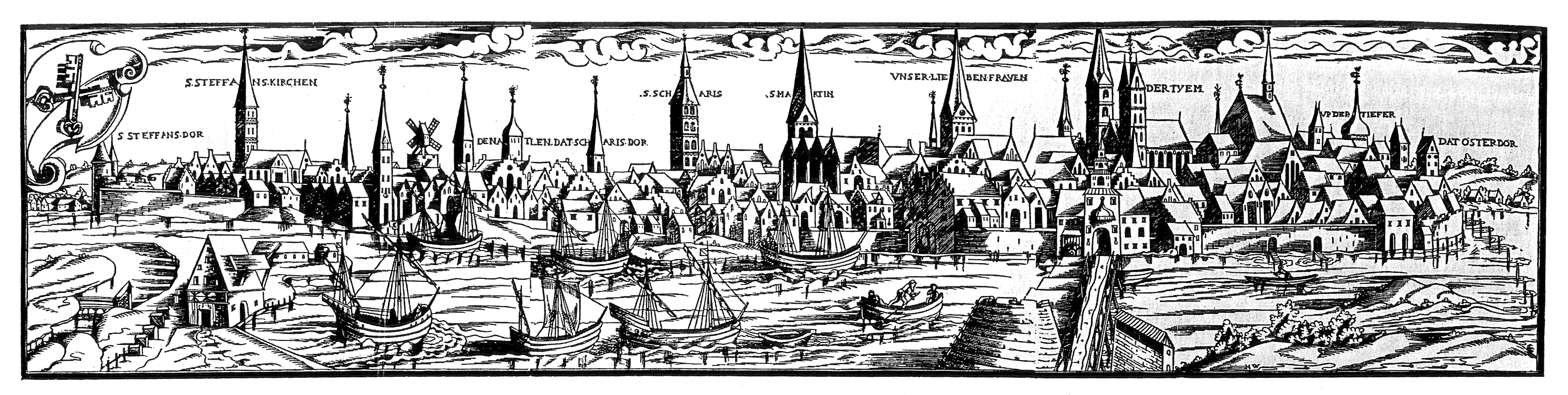
Bremen 1564, Hans Weigel d. Ä.

## Geboren

### Geburtsdatum gesichert

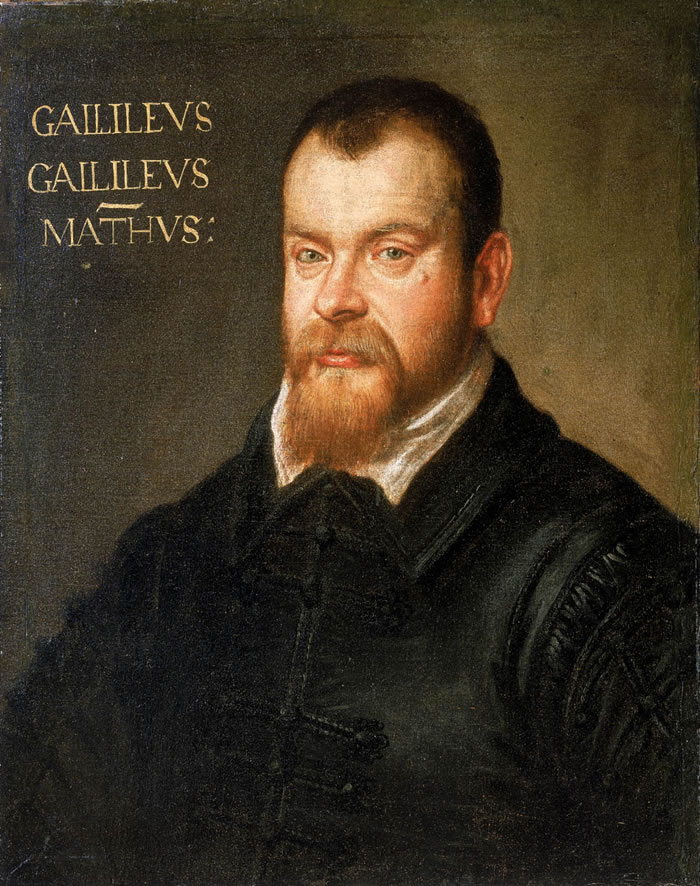
Galileo Galilei

- 15. Februar: Galileo Galilei, italienischer Philosoph, Mathematiker, Physiker und Astronom († 1642)
- 26. Februar (getauft): Christopher Marlowe, englischer Dichter, Dramatiker und Übersetzer († 1593)
- 09. März: David Fabricius, friesischer Theologe, Amateurastronom und Kartograf († 1617)
- 15. März: Wilhelm August, Herzog von Braunschweig-Harburg († 1642)
- 26. April (getauft): William Shakespeare, englischer Dramatiker, Lyriker und Schauspieler († 1616)
- 27. April: Henry Percy, 9. Earl of Northumberland, englischer Adeliger († 1632)
- 02. Mai: Johann Domann, deutscher Staatsmann, Politiker und Syndikus der Hanse († 1618)
- 27. Mai: Johann Adam von Bicken, Erzbischof und Kurfürst von Mainz († 1604)
- 11. Juni: Joseph Heintz der Ältere, Schweizer Maler († 1609)
- 12. Juni: Johann Casimir, Herzog von Sachsen-Coburg († 1633)
- 25. Juli: Hans Friedrich von Drachsdorf, deutscher Verwaltungsbeamter († 1629)
- 29. Juli: Reinier Pauw, niederländischer Politiker und Amsterdamer Regent († 1636)
- 18. August: Federico Borromeo, Erzbischof von Mailand und Kardinal († 1631)
- 15. September: Karl der Ältere von Žerotín, Angehöriger des böhmischen und mährischen Herrenstandes, Politiker und Verfasser mehrerer Schriften († 1636)
- 24. September: William Adams, englischer Weltreisender († 1620)
- 15. Oktober: Heinrich Julius, Herzog von Braunschweig-Lüneburg († 1613)
- 24. November: Henry Brooke, 11. Baron Cobham, englischer Adeliger und Politiker († 1619)
- 25. Dezember: Abraham Bloemaert, niederländischer Maler († 1651)
- 27. Dezember: Anton Matthäus, deutscher Rechtswissenschaftler († 1637)
- 31. Dezember: Ernst II., Herzog zu Braunschweig und Lüneburg, Fürst von Lüneburg († 1611)

### Genaues Geburtsdatum unbekannt

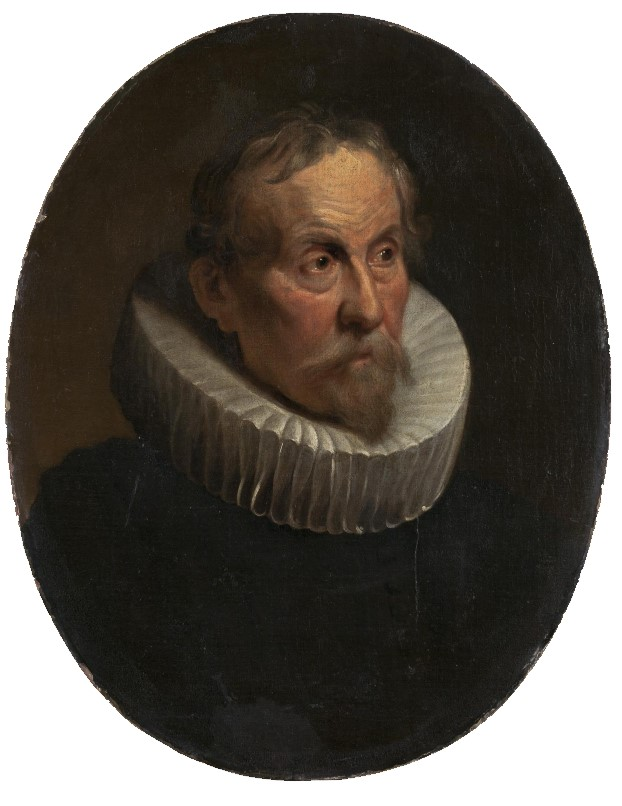
Pieter Brueghel der Jüngere

- zw. 23. Mai und 10. Oktober: Pieter Brueghel der Jüngere, brabantischer Genremaler am Übergang zwischen Spätrenaissance und Frühbarock († 1638)
- Gregor Aichinger, deutscher Komponist († 1628)
- Alfonso Felice d’Avalos d’Aquino d’Aragona, italienischer Adeliger († 1593)
- Hans Leo Haßler, deutscher Komponist († 1612)
- Jacques Mahu, niederländischer Entdeckungsreisender († 1598)
- Philipp von Rodenstein, Fürstbischof von Worms († 1604)
- Hans Rottenhammer, deutscher Maler des Frühbarock († 1625)
- Johann Suevus, deutscher Rechtswissenschaftler († 1634)
- Wenzeslaus Warich, sorbischer Theologe und Übersetzer († 1618)

## Gestorben

### Erstes Halbjahr
- 01. Februar: Andreas Hyperius, deutscher Theologe und Reformator (* 1511)
- 12. Februar: Thomas Carew, englischer Politiker (* 1526/27)
- 14. Februar: Arnold Abel, deutscher Steinmetz und Bildhauer der Renaissance (* 16. Jahrhundert)
- 18. Februar: Elisabeth von Pfalz-Simmern, Gräfin von Erbach (* 1520)

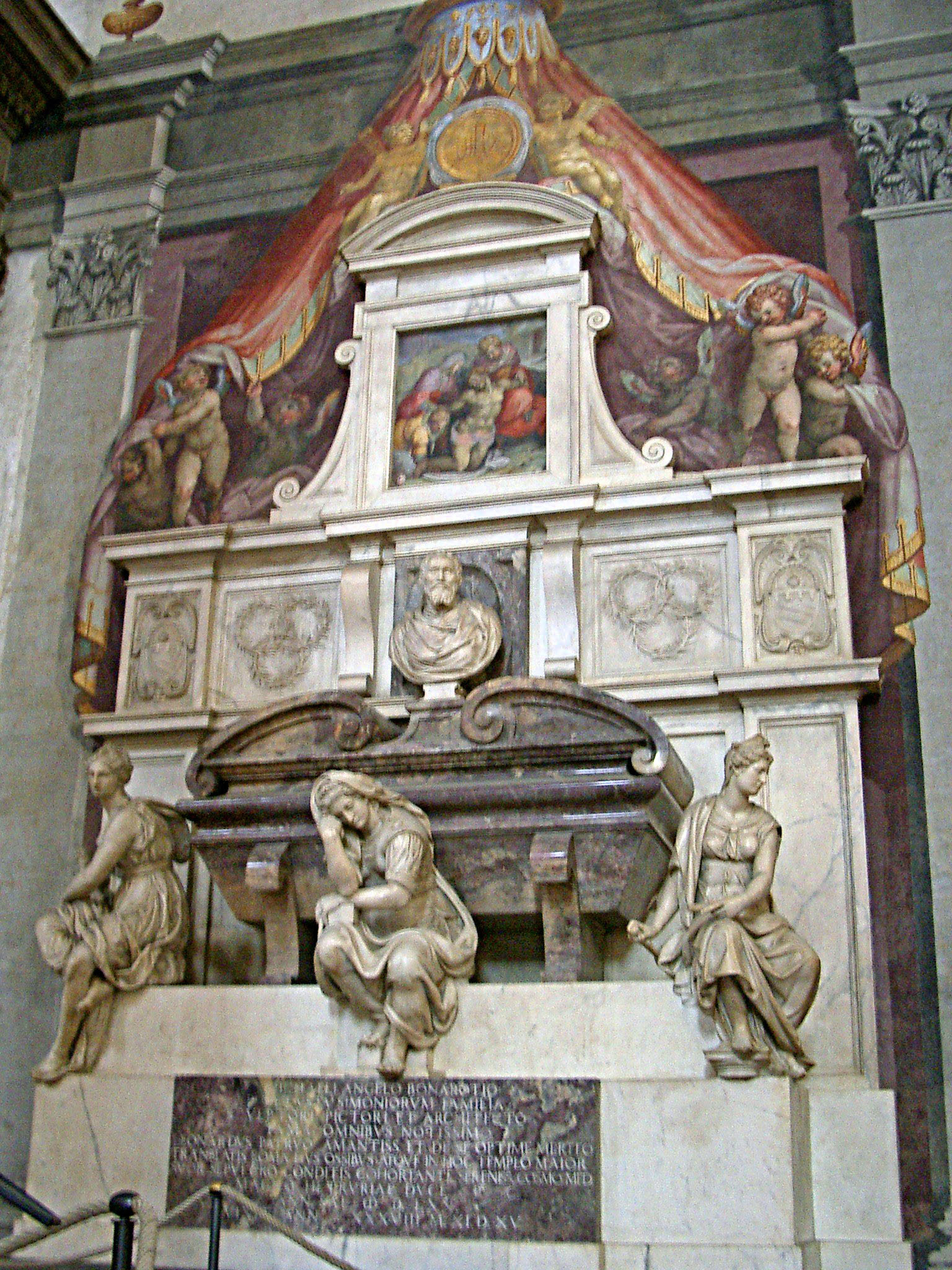
Grabstätte Michelangelos

- 18. Februar: Michelangelo Buonarroti, italienischer Maler, Bildhauer, Architekt und Dichter (* 1475)
- 18. Februar: Diego López de Zúñiga y Velasco, spanischer Offizier und Vizekönig von Peru (* um 1500)
- 22. Februar: Johann Glandorp, deutscher Humanist, Pädagoge, Dichter, evangelischer Theologe und Reformator (* 1501)
- 03. März: Friedrich von Rödern, schlesischer Adeliger (* vor 1524)
- 15. Mai: Matthäus Judex, deutscher lutherischer Theologe (* 1528)
- 23. Mai: Amalie von Hirschberg, Äbtissin des Klosters Hof
- 27. Mai: Johannes Calvin, Schweizer Reformator französischer Abstammung (* 1509)
- 01. Juni: Loy Hering, Eichstätter Bildhauer der Renaissance (* 1484/1485)
- 24. Juni: Simon Jacob, deutscher Mathematiker und Rechenmeister (* 1510)

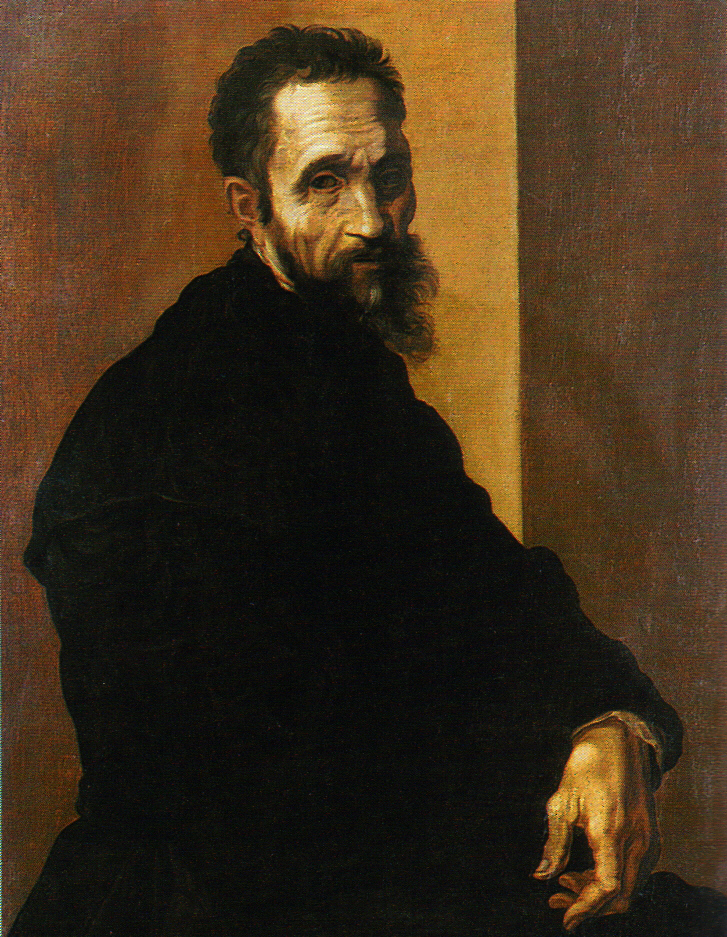
Michelangelo Buonarroti in einem Porträt von Jacopino del Conte
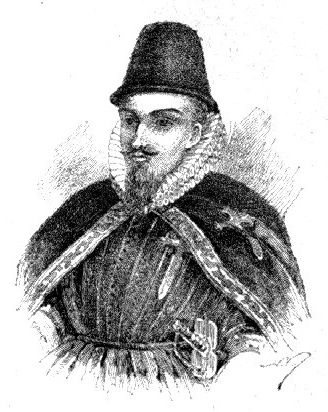
Diego López de Zúñiga y Velasco
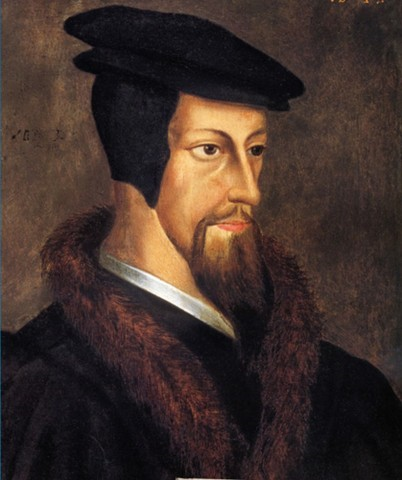
Johannes Calvin

### Zweites Halbjahr
- 22. Juli: Peter Cyro, Schweizer Jurist und Politiker (* um 1495)
- 23. Juli: Éléonore de Roye, Fürstin von Condé und einflussreiche französische Hugenottin (* 1535)
- 25. Juli: Ferdinand I., Kaiser des Heiligen Römischen Reiches (* 1503)
- 31. Juli: Matthias von Held, Reichsvizekanzler des Heiligen Römischen Reiches (* 1496)
- 31. Juli: Luis de Velasco, kastilischer Adeliger und Vizekönig von Neuspanien (* 1511)
- 02. August: Thomas Grynaeus, deutscher Theologe und Reformator (* 1512)
- 30. August: Sabina von Bayern, Herzogin von Bayern und Frau von Ulrich, Herzog von Württemberg (* 1492)
- 06. September: Jacques de Clèves, Herzog von Nevers, Graf von Rethel und Eu (* 1544)
- 08. September: Mathurin Cordier, französischer Pädagoge (* um 1479)
- 17. September: Anna Bullinger, Ordensfrau, später Ehefrau des Reformators Heinrich Bullinger (* 1505)
- 26. September: Theodor Bibliander, Schweizer reformierter Theologe, Orientalist und Sprachwissenschaftler (* 1505/06)
- 06. Oktober: Guido Ascanio Sforza di Santa Fiora, Kardinal der katholischen Kirche, Camerlengo (* 1518)
- 08. Oktober: Matthias Gunderam, deutscher evangelischer Theologe (* 1529)
- 11. Oktober: Martin Borrhaus, deutscher evangelischer Theologe und Reformator (* 1499)
- 15. Oktober: Andreas Vesalius, flämischer Anatom und Leibarzt von Kaiser Karl V. und Philipp II. von Spanien, gilt als Begründer der neuzeitlichen Anatomie und des morphologischen Denkens in der Medizin (* 1514)
- 18. Oktober: Johannes Acronius Frisius, westfriesischer Gelehrter, Arzt, Astronom und Mathematiker (* 1520)
- 01. November: Wibrandis Rosenblatt, Frau von Johannes Oekolampad, Wolfgang Capito und Martin Bucer (* 1504)
- 08. November: Melchior Fendt, deutscher Physiker und Mediziner (* 1486)
- 06. Dezember: Ambrosius Blarer, deutscher evangelischer Theologe, Kirchenlieddichter und Reformator (* 1492)
- 10. Dezember: Domenico Campagnola, italienischer Maler, Zeichner und Kupferstecher (* um 1500)
- 27. Dezember: Hans Ungnad, österreichischer Staatsmann (* 1493)

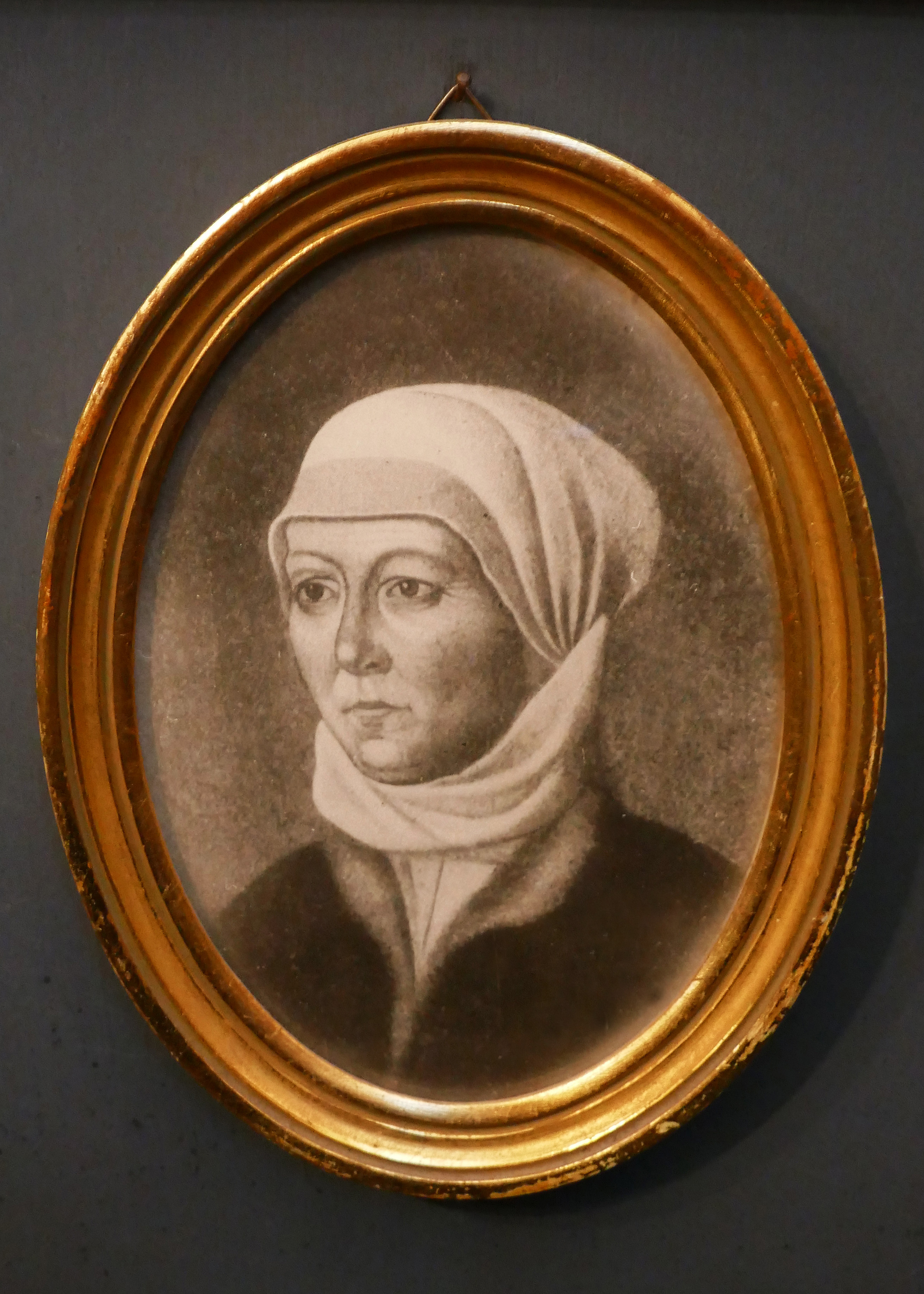
Wibrandis Rosenblatt
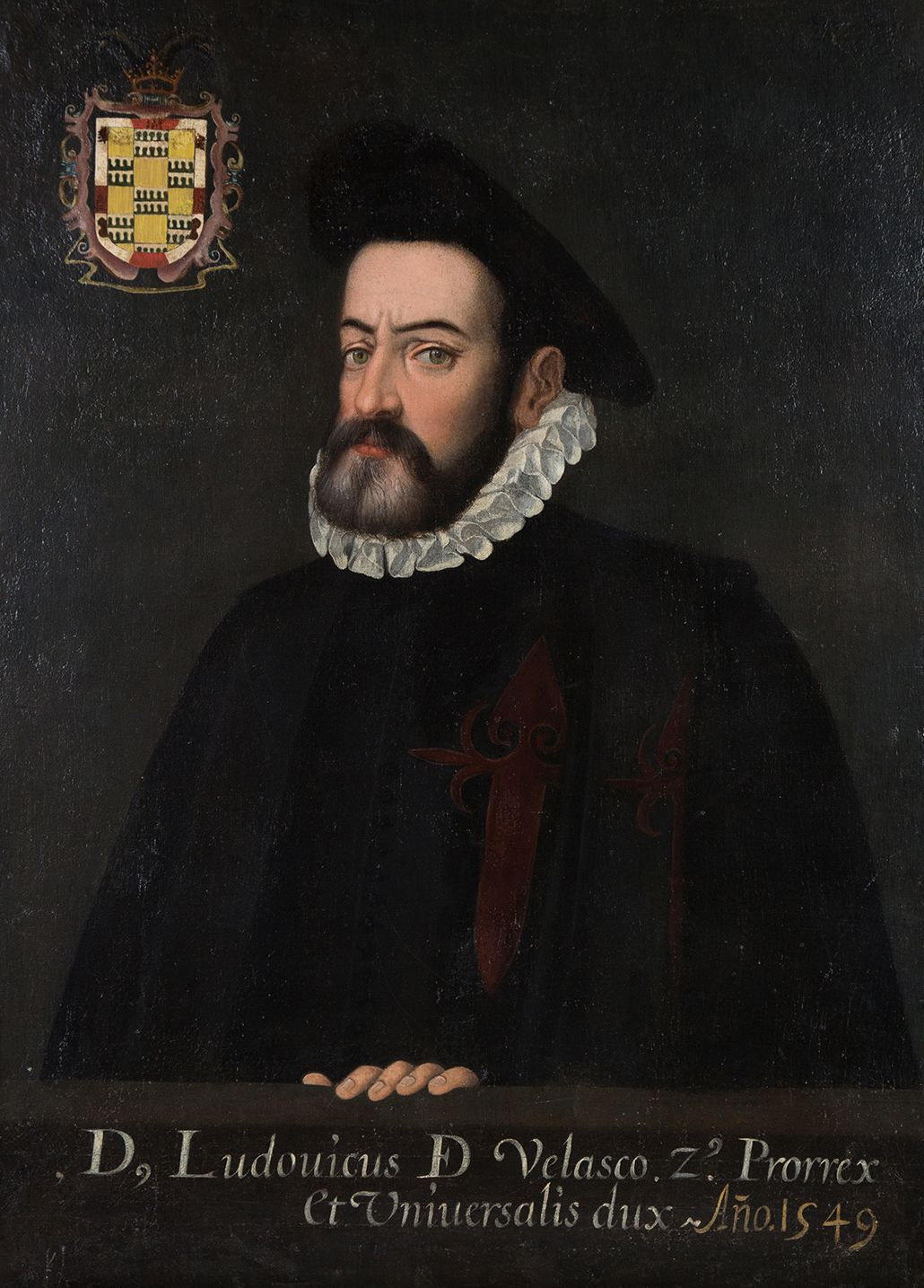
Luis de Velasco
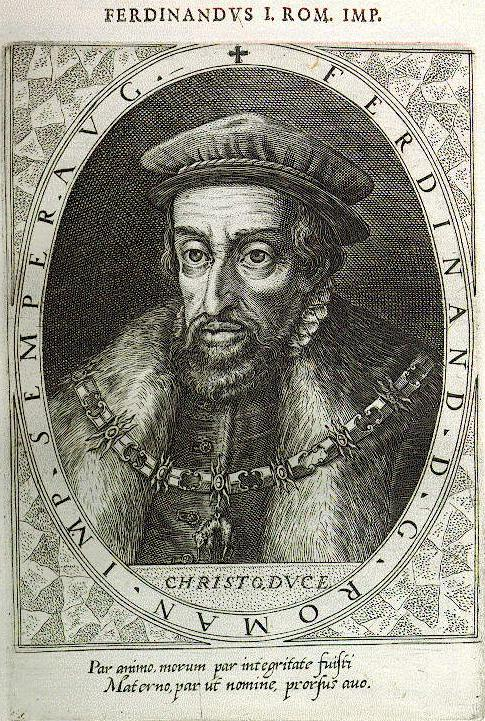
Kaiser Ferdinand I.
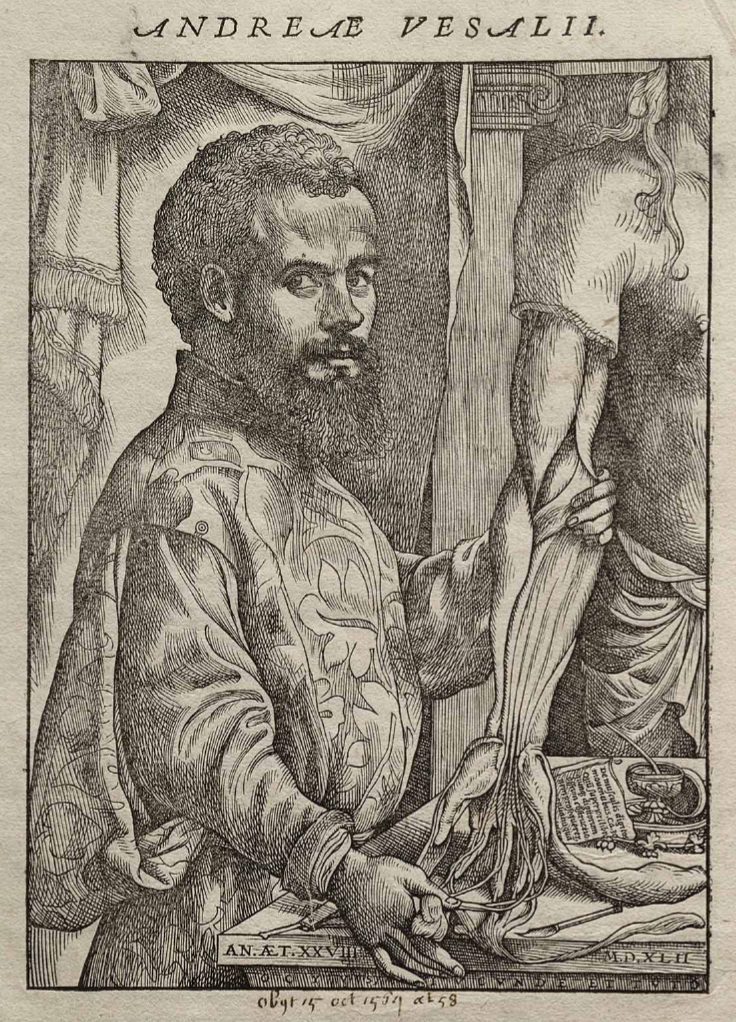
Andreas Vesalius

### Genaues Todesdatum unbekannt
- Hans von Ahlefeldt, Herr von Seestermühe
- Adam von Trott, Reichsgeneralfeldmarschall und Oberhofmarschall